# Juan Rodríguez (Dartspieler)
Juan Francisco Rodríguez Bernabé (* 12. Februar 1983 in Manacor) ist ein spanischer Dartspieler.

## Karriere
Juan Rodríguez konnte 2021 den South West European Qualifier für die PDC World Darts Championship 2022 gewinnen. Dabei setzte er sich gegen spanische Favoriten wie Jesús Noguera, José Justicia und im Finale auch gegen Toni Alcinas durch. Aufgrund einer SARS-CoV-2-Infektion musste er jedoch seine Teilnahme absagen.
Im Januar 2022 spielte Rodríguez die PDC Qualifying School, um sich eine Tourkarte für die Jahre 2022 und 2023 zu erspielen.  Er schied jedoch ohne einen Sieg in der First Stage aus.